# Riva del Po
Riva del Po ist eine italienische Gemeinde in der Provinz Ferrara in der Emilia-Romagna mit 7425 Einwohnern (Stand 31. Dezember 2023). Sie wurde durch eine zum 1. Januar 2019 genehmigte Fusion aus den bis dahin selbstständigen Gemeinden Ro und Berra gebildet. Nachbargemeinden sind Ferrara, Copparo, Jolanda di Savoia, Codigoro, Mesola, Ariano nel Polesine, Papozze, Villanova Marchesana, Crespino, Guarda Veneta, Polesella, Canaro.

## Sehenswürdigkeiten
- Museo della Civilità Contadina (Berra), Museum für ländliche Kultur.
- Porte del Delta (Pforte des Po-Deltas),  ein landschaftliches reizvolles Gebiet in der Nähe der Ortschaft Serravalle, an der der Seitenarm Po di Goro vom Hauptstrom des Po in Richtung der Adriaküste abzweigt.